# Zamora (Falcón)
Zamora è un comune del Venezuela situato nello Stato del Falcón.
Il capoluogo del comune è la città di Puerto Cumarebo.